# 기면성 뇌염
기면성 뇌염(嗜眠性腦炎, encephalitis lethargica, EL)은 뇌염의 한 종류를 말한다. 신경학자 콘스탄틴 폰 에코노모 의해 1917년 처음 발견되었고, 이후 병리학자 장 르네 크루셰도 발견하였다.

이 병은 뇌를 공격하여 말을 못하며 움직이지 못하게 하여 마치 조각상처럼 만든다. 1915년에서 1926년 사이에 전세계에 전파되어 거의 5백만 명의 사람들이 피해를 입었고, 그 중 1/3이 급성 단계에 사망하였다. 살아남은 사람들 중 다수는 이전의 상태로 돌아가지 못했다.
그들은 의식하고 깨어날 것이다 – 하지만 아직 완전히 깬 상태는 아니다. 그들은 에너지, 자극, 힘, 활기, 동기, 식욕, 애정 또는 욕망이 결여된 채 하루 종일 의자에 꼼짝도 않고 말문이 막힌 상태로 앉아 있을 것이다. 그들은 적극적인 관심 없이, 그리고 깊은 무관심으로 그들에게 벌어진 일들을 인식한다. 그들은 삶의 느낌을 전달하지도, 느끼지도 못했다. 그들은 유령처럼 비현실적이었고, 좀비처럼 수동적이었다.
현재 개개인의 발병 사례는 계속 보고되고 있으나 유행병은 나타나지 않는다.

## 증상
고열, 인후통, 두통, 기면증, 다시증이 나타난 이후 수면-각성 장애, 긴장증 등의 정신적 증세가 나타난다. 심각한 경우 무동무언증과 같은 혼수상태 유사 상태가 된다. 또한 눈의 움직임이 이상해지며, 신체 상부의 약화, 근육통, 떨림, 목 경직 등의 파킨슨병과 함께 정신증과 유사한 행동 변화도 보인다. 틱 장애의 일종인 강박적 외침도 때때로 나타난다.

## 원인
원인은 아직 불분명하다.

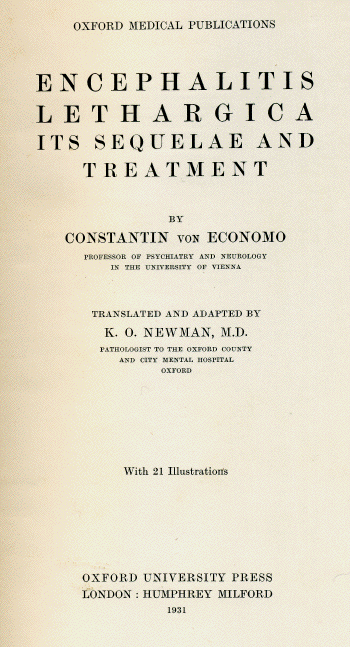
콘스탄틴 폰 에코노모가 저술한 《기면성 뇌염 – 그 후유증과 치료법 (1931)》의 표지

일부 연구에서는 자가 면역 반응이 그 원인일 것으로 추측했으며, 다른 일부는 면역반응과 관련하여 바이러스나 세균과 연관시켜 추측했다. 실제로 인플루엔자는 뇌염과의 관계가 밝혀진 바 있다. 1918년 인플루엔자 대유행 이후 기면성 뇌염의 집단 발병에 따라 파킨슨증 등이 관측되었다는 것이 그 주장의 근거인데, 실제로 역학적 연구 결과 파킨슨증 환자의 뇌에서 인플루엔자 항원이 발견되었다. 그러나 바이러스의 RNA가 발견되지 않았기 때문에 이는 무지에 호소하는 논증이라는 비판이 있다. 맥콜(McCall)과 동료들은 현재 인플루엔자와 뇌염 사이의 연관성이 널리 인식되는 것만큼 충분히 있는 것이 아니라면서, 현재 마지막 기면성 뇌염 유행으로부터 100년이 지났지만 그 원인조차 제대로 파악하고 못한 상황이라고 말했다. 따라서 기면성 뇌염과 인플루엔자의 관계에 대해선 현재 수수께끼로 남아있다.

## 역사

### 1915-1926년 기면성 뇌염 유행
1916-1917년 겨울, 빈 및 여러 도시에 갑자기 "새로운" 질병이 나타났고, 이후 3년 동안 빠르게 전세계로 퍼졌다. 빠르면 1915-1916년 겨울 유럽 전역에서 보고되기도 했으나, 전시였기 때문에 정보가 제대로 전달되지 못했다. 콘스탄틴 폰 에코노모가 사망한 환자의 뇌에서 독특한 손상 패턴을 파악하고 기면성 뇌염이라 이름짓기 전까지 보툴리누스 중독, 독성 안근마비, 유행성 혼수, 유행성 기면성 뇌염, 급성 회백질뇌염, 하이네-메딘병, 연수 마비, 히스테리성 뇌전증, 급성 치매, 때로는 그저 "뇌증상이 있는 불명확한 병" 등 다양한 이름으로 불렸다. 폰 에코노모가 빈에서 이러한 발견을 하기 불과 열흘 전, 장 르네 크루셰는 프랑스에서 발생한 40건의 "아급성 뇌척수염"에 대해 기록한 바 있다.
전염병이 창궐한 10년 동안, 거의 5백만 명의 사람들이 목숨을 빼앗겼거나 삶이 파괴되었다. 기면성 뇌염은 1918년 10월부터 1919년 1월 사이에 가장 치명적으로 나타났다. 1927년, 처음 나타났던 것처럼 갑작스럽게 사태가 종식되었다. 대뇌염 범유행은 1918년 인플루엔자 대유행과 동시에 발생하여, 인플루엔자와 뇌염 사이에 모종의 관계가 있는 것으로 추측되었으나 현재는 이 주장에 대해 여러 가지 의문이 제기된다.

## 치료

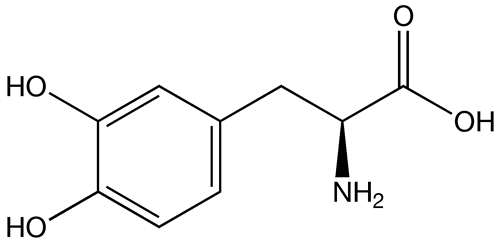
L-DOPA

올리버 색스는 1960년대 브롱크스의 베스 아브라함 병원에서 기면성 뇌염 환자 그룹을 진료하면서 파킨슨병 환자에서 나타나는 유사한 증상에 대한 치료제로 막 인식되기 시작한 엘도파를 주었다. 환자들은 잠시 정신 능력을 회복했지만 심한 부작용이 발생했고, 시간이 지남에 따라 모두 치료하기 전의 상태로 되돌아갔다. 이 사례는 영화 사랑의 기적의 소재가 되었다.
현대에는 면역력을 높이거나 증상을 완화하는 방향으로 치료가 이루어지고 있다. L-DOPA가 파킨슨증을 완화하는데 사용된다.

## 같이 보기
- 특발성 질환

## 참고 문헌
- Sacks O (1983). “The origin of 'Awakenings'”. 《Br. Med. J. (Clin. Res. Ed.)》 287 (6409): 1968–1969. doi:10.1136/bmj.287.6409.1968. PMC 1550182. PMID 6418286.
- Reid, A.H.; McCall, S.; Henry, J.M.; Taubenberger, J.K. (2001). “Experimenting on the Past: The Enigma of von Economo's Encephalitis Lethargica”. 《J. Neuropathol. Exp. Neurol.》 60 (7): 663–670. doi:10.1093/jnen/60.7.663. PMID 11444794.
- Vilensky, J.A.; Foley, P.; Gilman, S. (2007). “Children and Encephalitis Lethargica: A Historical Review”. 《Pediatr. Neurol.》 37 (2, August): 79–84. doi:10.1016/j.pediatrneurol.2007.04.012. PMID 17675021.
- Vilensky, Joel A., 편집. (2010). 《Encephalitis Lethargica: During and After the Epidemic》. Oxford, ENG: Oxford University Press. ISBN 978-0190452209. 2015년 12월 8일에 확인함.
- Crosby, Molly Caldwell (2010). 《'Asleep: The Forgotten Epidemic that Remains One of Medicine's Greatest Mysteries》. New York, NY, USA: Penguin/Berkley. Describes the history of the disease, and the epidemic of the 1920s.